# Iomys horsfieldii
Iomys horsfieldii — вид гризунів родини Sciuridae. Зустрічається в Індонезії, Малайзії та Сінгапурі. Тварини зустрічаються на висоті до 1000 м у первинних лісах, вторинних, деградованих лісах і чагарниках, а також на культивованих територіях. Вони можуть бути шкідниками насаджень. Веде нічний спосіб життя, використовує дупла дерев.

## Характеристики
I. horsfieldii досягає довжини голови та тіла приблизно від 18 до 19 сантиметрів, довжини хвоста — приблизно 18 сантиметрів, а її вага становить приблизно від 160 до 210 грамів. Підвиди відрізняються в першу чергу забарвленням. Називна форма — Iomys h. horsfieldii червоно-коричневий на дорсальній стороні та жовтувато-коричневий на черевній стороні й має жовтувато-червоне забарвлення з боків літальної перетинки та під оком. Iomys h. davisoni темно-сланцево-сірий з рудувато-коричнево-оранжевими кінчиками волосся на спині, краї літальної перетинки та живіт помаранчеві, а нижня сторона хвоста темно-коричнева. Iomys h. penangensis відповідає Iomys h. davisoni, але трохи світліший на спині, ногах і хвості. Iomys h. thomsoni плямистий темно-димчасто-коричневий на спині з білими кінчиками волосся, живіт від білуватого до блідо-червонуватого. Очі оточені чорним очним кільцем, від якого до основи вусів йде чорна лінія.

## Спосіб життя
Веде нічний спосіб життя і живе в гніздах в дуплах дерев. Харчується в основному фруктами; точніші дані про склад їжі та сезонне поширення відсутні.